# The Eight Dimensions
A The Eight Dimensions (egyszerűsített kínai: 八度空间, hagyományos kínai: 八度空間, pinjin: Bā dù kōng jīan, magyaros: Pa tu kung csien) Jay Chou tajvani mandopop énekes harmadik albuma, mely 2002-ben jelent meg. Az albumból Ázsia-szerte 2 200 000 példány fogyott.

## Számlista
Az összes szám szerzője Jay Chou.
| #   | Cím                                                                                      | Dalszöveg                               | Hossz |
| --- | ---------------------------------------------------------------------------------------- | --------------------------------------- | ----- |
| 1.  | Pan sou zsen (Bàn Shòu Rén) (半獸人 The Orcs)                                            | Vincent Fang                            | 4:07  |
| 2.  | Pan tao tie ho (Bàn Dǎo Tiě Hé) (半島鐵盒 Iron Box of an Island)                         | Jay Chou                                | 5:19  |
| 3.  | An hao (Àn Hào) (暗號 Secret Signal)                                                     | Hszu Si-csang (Hsu Shih-Chang) (許世昌) | 4:31  |
| 4.  | Lung csüan (Lóng Quán) (龍拳 Dragon Fist)                                                | Vincent Fang                            | 4:34  |
| 5.  | Huej csa do vej ki (Huei Cha Do Wei Ki) (火車叨位去 Where is the Train Going)            | Vincent Fang                            | 4:44  |
| 6.  | Fen lie (Fēn Liè) (分裂 Split)                                                           | Jay Chou                                | 4:14  |
| 7.  | Je je pao tö csa (Yé Yé Pào De Chá) (爺爺泡的茶 Grandfather's Tea)                       | Vincent Fang                            | 4:00  |
| 8.  | Huj tao kuo csü (Huí Dào Guò Qù) (回到過去 Return to the Past)                           | Will Liu                                | 3:53  |
| 9.  | Milan tö hsziao tie csiang (Mǐ Lán De Xiǎo Tiě Jiàng) (米蘭的小鐵匠 Blacksmith of Milan) | Vincent Fang                            | 4:00  |
| 10. | Cuj hou tö csan ji (Zui hou de zhan yi) (最後的戰役 The Final Battle)                    | Vincent Fang                            | 4:11  |

### A dalokról
Az album An Hao (Titkos jel) című dalához Hszu Si-csang (Xu Shi Chang) írta a dalszöveget, aki egy szövegíró versenyt nyert meg, így választották ki a dalszövegét Jay Chou zenéjéhez.
A Pan sou zsen (Bàn Shòu Rén) (Az orkok) című dal a Warcraft III: Reign of Chaos című videójátékhoz íródott.
Az albumon extraként szerepel a Cuj hou tö csan ji (Zui hou de zhan yi) (A végső csata) című dal videóklipjének hosszú változata, valamint a klip készítésének dokumentumfilmje.
A Pan tao tie ho (Bàn Dǎo Tiě Hé) (A sziget vasdoboza) című dal ötlete alapján Vincent Fang könyvet is írt, azonos címmel. A könyvben exkluzív Jay Chou-fotók láthatóak.
A Lung csuan (Long Quan) (Sárkányököl) című dal szövege a kínai nép egységét hirdeti, ezért Chout 2004-ben meghívták a kínai állami televízió egyik gálaműsorába fellépni, tajvani származása ellenére.
A Milan tö hsziao tie csiang (Mǐ Lán De Xiǎo Tiě Jiàng) (A milánói kovács) című dal olasz népdal-stílusban íródott és 40 másodperces klasszikusgitár-szóló hallható benne.
A Huej csa do vej ki (Huei Cha Do Wei Ki) (Hová megy a vonat?) című dalt Chou teljes egészében tajvani hokkien dialektusban adja elő.